# Route nationale 459
Pour les articles homonymes, voir Route 459.
La route nationale française 459 ou RN 459 était une route nationale française reliant Recey-sur-Ource à Recologne où elle rejoignait la RN 67.
À la suite de la réforme de 1972, la RN 459 a été déclassée en RD 959 dans la Côte-d'Or, en RD 459 dans le Jura et le Doubs, et son tracé a été modifié pour rejoindre Marnay, le secteur restant étant renommé RD 149.

## Ancien tracé de Recey-sur-Ource à Is-sur-Tille (D 959)
- Recey-sur-Ource (km 0)
- Bure-les-Templiers (km 6)
- Beneuvre (km 13)
- Grancey-le-Château-Neuvelle (km 22)
- Marey-sur-Tille (km 31)
- Villey-sur-Tille (km 36)
- Is-sur-Tille (km 42)

## Ancien tracé d'Is-sur-Tille à Pontailler-sur-Saône (D 959)
- Marcilly-sur-Tille (km 44)
- Til-Châtel (km 48)
- Lux (km 52)
- Bèze (km 58)
- Mirebeau-sur-Bèze (km 66)
- Pontailler-sur-Saône (km 80)

## Ancien tracé de Pontailler-sur-Saône à Recologne (D 959, D 459, D 149)
- Cléry (km 86)
- Montrambert, commune de Dammartin-Marpain D 459
- Thervay (km 97)
- Ougney (km 101)
- Vitreux (km 103)
- Pagney (km 104)
- Jallerange (km 105)
- Courchapon (km 108)
- Burgille D 149 (km 110)
- Chazoy, commune de Burgille (km 111)
- Cordiron, commune de Burgille (km 112)
- Recologne (km 114)